# الحمالة (فلم)
الحمالة هو فيلم كوميدي مغربي صدر سنة 2015 من كتابة وإخراج سعيد الناصري، وبطولة سعيد الناصري، ولبنى أبيضار، وفضيلة بن موسى، وأمير علي، وفؤاد سعد الله. تدور الأحداث حول موزع مخدرات صغير، يهدده تاجر دولي، ويدفعه لنقل كمية كبيرة من المخدرات من مراكش إلى شمال المغرب في رحلة محفوفة بالمخاطر.

## القصة
شاب يعيش على الهامش، يسعى إلى تدبير قوت يومه ومساعدت أمه المصابة بمرض آلزهايمر بكل الطرق، بما فيها بيع المخدرات بالتقسيط، دون أن يثير الانتباه داخل حيه الشعبي. لكنه سيفاجأ باختطاف والدته من طرف إحدى عصابات المتاجرة في المخدرات، فتأخذها رهينة مقابل أن ينضم إليها، وينقل لها كمية كبيرة من المخدرات المسروقة من مراكش إلى تطوان. فتبدأ المغامرة والمطاردة والقتل في قالب حركي كوميدي، من أجل تحرير والدة بطل الفيلم.

## روابط خارجية
- مقالات تستعمل روابط فنية بلا صلة مع ويكي بيانات